# بوزویین
بوزویین (به صربی: Bozoljin) یک منطقهٔ مسکونی در صربستان است که در بروس واقع شده‌است. بوزویین ۸٫۲۶ کیلومتر مربع مساحت و ۸۷ نفر جمعیت دارد و ۱٬۱۱۴ متر بالاتر از سطح دریا واقع شده‌است.